# Three Lakes (Washington)
Three Lakes is een plaats (census-designated place) in de Amerikaanse staat Washington, en valt bestuurlijk gezien onder Snohomish County.

## Demografie
Bij de volkstelling in 2000 werd het aantal inwoners vastgesteld op 2492.

## Geografie
Volgens het United States Census Bureau beslaat de plaats een oppervlakte van
26,4 km², waarvan 25,4 km² land en 1,0 km² water.

## Plaatsen in de nabije omgeving
De onderstaande figuur toont nabijgelegen plaatsen in een straal van 12 km rond Three Lakes.